# Richard Anderson (attore)
Richard Anderson (Long Branch, 8 agosto 1926 – Beverly Hills, 31 agosto 2017) è stato un attore statunitense.
È noto in particolare per aver interpretato il personaggio di Oscar Goldman, capo dell'Office of Scientific Intelligence (OSI) nel franchise di fantascienza L'uomo da sei milioni di dollari.

## Biografia
Richard Anderson nasce a Long Branch, nella Contea di Monmouth, nella parte centrale del New Jersey, figlio di Olga Lurie e Harry Anderson, e svolse il servizio militare nell'United States Army.
Nel 1956 Richard Anderson compare nel film Il pianeta proibito (1956), classico della fantascienza degli anni cinquanta, in cui interpretò Quinn, il tecnico delle comunicazioni della spedizione spaziale comandata da John J. Adams (Leslie Nielsen), che viene ucciso a metà film dal "mostro dell'Id".
Anderson lavora assieme a Lee Majors, in un ruolo secondario, nella serie La grande vallata, serie televisiva degli anni sessanta divenuta popolare anche in Italia e di cui Majors è tra i protagonisti. Anderson partecipa poi anche alla celebre serie Disney Zorro con protagonista Guy Williams, in cui Anderson vi interpreta il ruolo di un vecchio amico mattacchione e combina guai di Don Diego de la Vega in quattro episodi della seconda stagione.
Nel 1973 entra a far parte del franchise di fantascienza L'uomo da sei milioni di dollari, interpretando il personaggio di Oscar Goldman, capo dell'Office of Scientific Intelligence (OSI), l'agenzia governativa per la quale lavora come agente segreto il colonnello Steve Austin (Lee Majors), l'"uomo bionico", originalmente concepito da Martin Caidin per il suo romanzo Cyborg del 1972. Il personaggio di Oscar Goldman era anch'esso stato concepito da Caidin per il suo romanzo, ma nel primo dei tre film "prequel" del 1973, L'uomo da sei milioni di dollari - Dalla Luna al deserto, era stato rimpiazzato dal personaggio di Oliver Spencer, interpretato da Darren McGavin. Oscar Goldman compare per la prima volta nel successivo L'uomo da sei milioni di dollari - Vino, donne e guerra e rimarrà nel franchise anche nel seguente L'uomo da sei milioni di dollari - Complotto internazionale e quindi nella serie televisiva L'uomo da sei milioni di dollari (1974-1978), nel suo spin-off La donna bionica (1976-1978) e nei tre film reunion, Il ritorno dell'uomo da sei milioni di dollari (1987), Scontro bionico (1989) e Il ritorno della donna bionica (1994). A spingere per la realizzazione del primo film reunion è proprio Richard Anderson, che, seppur non accreditato come tale, è uno dei produttori del film. Anderson stipula un contratto  con gli Universal Studios che stabilisce che questo film sarebbe dovuto servire come pilota per una nuova serie televisiva, che prevedeva di seguire le avventure del figlio di Steve Austin, Michael Austin (Tom Schanley), divenuto il nuovo "uomo bionico". Il contratto stabilisce che, se la serie non fosse stata prodotta, sarebbero seguiti altri due film reunion, di cui Anderson sarebbe stato il produttore. Anche il secondo dei tre film viene inizialmente previsto come pilota di una serie televisiva spin-off che avrebbe dovuto vedere come protagonista Kate Mason (una quasi esordiente Sandra Bullock), la nuova "donna bionica", ma nemmeno questa serie viene prodotta. Il terzo film invece si propone come episodio conclusivo della saga con al centro Steve Austin e Jaime Sommers (Lindsay Wagner), la prima "donna bionica", che convolano finalmente a nozze.
Richard Anderson muore il 31 agosto 2017, all'età di 91 anni, per cause naturali a Beverly Hills, in California.

## Vita privata
Richard Anderson è stato sposato con Carol Lee Ladd e Katharine Thalberg (figlia del produttore cinematografico Irving Thalberg e dell'attrice Norma Shearer), ma entrambi i matrimoni sono terminati con il divorzio. Anderson ha avuto tre figlie con Katharine Thalberg.

## Filmografia

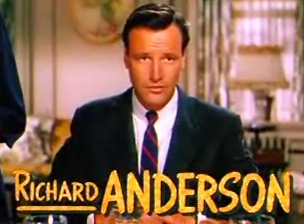
Richard Anderson nel trailer del film I Love Melvin

### Cinema
- La perla, regia di Emilio Fernández (1947)
- The Vanishing Westerner, regia di Philip Ford (1950)
- L'indossatrice (A Life of Her Own), regia di George Cukor (1950)
- The Magnificent Yankee, regia di John Sturges (1950)
- Risposiamoci tesoro! (Grounds for Marriage), regia di Robert Z. Leonard (1951)
- La setta dei tre K (Storm Warning), regia di Stuart Heisler (1951)
- L'ambiziosa (Payment on Demand), regia di Curtis Bernhardt (1951)
- La lettera accusatrice (Cause for Alarm!), regia di Tay Garnett (1951)
- Allo sbaraglio (Go for Broke!), regia di Robert Pirosh (1951)
- No Questions Asked, regia di Harold F. Kress (1951)
- Ricca, giovane e bella (Rich, Young and Pretty), regia di Norman Taurog (1951)
- Omertà (The People Against O'Hara), regia di John Sturges (1951)
- Il cacciatore del Missouri (Across the Wide Missouri), regia di William A. Wellman (1951)
- Lo sconosciuto (The Unknown Man), regia di Richard Thorpe (1951)
- Lo sprecone (Just This Once), regia di Don Weis (1952)
- Scaramouche, regia di George Sidney (1952)
- Holiday for Sinners, regia di Gerald Mayer (1952)
- Fearless Fagan, regia di Stanley Donen (1952)
- Storia di tre amori (The Story of Three Loves), episodio "Equilibrium", regia di Gottfried Reinhardt (1953)
- I Love Melvin, regia di Don Weis (1953)
- La sposa sognata (Dream Wife), regia di Sidney Sheldon (1953)
- Tre ragazze di Broadway (Give a Girl a Break), regia di Stanley Donen (1953)
- L'assedio delle sette frecce (Escape from Fort Bravo), regia di John Sturges (1953)
- Il principe studente (The Student Prince), regia di Richard Thorpe (1954)
- Controspionaggio (Betrayed), regia di Gottfried Reinhardt (1954)
- Tutti in coperta (Hit the Deck), regia di Roy Rowland (1955)
- It's a Dog's Life, regia di Herman Hoffman (1955)
- Il pianeta proibito (Forbidden Planet), regia di Fred M. Wilcox (1956)
- Ore di angoscia (A Cry in the Night), regia di Frank Tuttle (1956)
- La vita oltre la vita (The Search for Bridey Murphy), regia di Noel Langley (1956)
- Io non sono una spia (Three Brave Men), regia di Philip Dunne (1956)
- La storia di Buster Keaton (The Buster Keaton Story), regia di Sidney Sheldon (1957)
- Orizzonti di gloria (Paths of Glory), regia di Stanley Kubrick (1957)
- Il principe del circo (Merry Andrew), regia di Michael Kidd (1958)
- La lunga estate calda (The Long, Hot Summer), regia di Martin Ritt (1958)
- Curse of the Faceless Man, regia di Edward L. Cahn (1958)
- Frenesia del delitto (Compulsion), regia di Richard Fleischer (1959)
- Duello alla pistola (The Gunfight at Dodge City), regia di Joseph M. Newman (1959)
- La nave più scassata... dell'esercito (The Wackiest Ship in the Army), regia di Richard Murphy (1960)
- La veglia delle aquile (A Gathering of Eagles), regia di Delbert Mann (1963)
- Johnny Cool, messaggero di morte (Johnny Cool), regia di William Asher (1963)
- Sette giorni a maggio (Seven Days in May), regia di John Frankenheimer (1964)
- La gatta con la frusta (Kitten with a Whip), regia di Douglas Heyes (1964)
- Operazione diabolica (Seconds), regia di John Frankenheimer (1966)
- Il bandito nero (Ride to Hangman's Tree), regia di Alan Rafkin (1967)
- Macho Callagan (Macho Callahan), regia di Bernard L. Kowalski (1970)
- Tora! Tora! Tora!, regia di Richard Fleischer (1970)
- Le mogli (Doctors' Wives), regia di George Schaefer (1971)
- L'esibizionista (The Honkers), regia di Steve Inhat (1972)
- Play It As It Lays, regia di Frank Perry (1972)
- Con tanti cari... cadaveri detective Stone (Black Eye), regia di Jack Arnold (1974)
- Yasei no shômei, regia di Jun'ya Satô (1978)
- Squali! (Sharks: Part 1 e Sharks: Part 2), regia di Alan J. Levi (1979)
- I protagonisti (The Player), regia di Robert Altman (1992)
- Gettysburg, regia di Ron Maxwell (1993)
- Il distintivo di vetro (The Glass Shield), regia di Charles Burnett (1994)
- A tutto gas (Breakout), video, regia di John Bradshaw (1998)
- The Blood Trail (2015)

### Televisione
- Mama Rosa – serie TV (1950)
- Le avventure di Jet Jackson (Captain Midnight) – serie TV, episodio 1x04 (1954)
- Chevron Hall of Stars – serie TV, 2 episodi (1956)
- The Millionaire – serie TV, 1 episodio (1958)
- Playhouse 90 – serie TV, 1 episodio (1958)
- The Court of Last Resort – serie TV, episodio 1x16 (1958)
- Matinee Theatre – serie TV, 1 episodio (1958)
- Schlitz Playhouse of Stars – serie TV, 2 episodi (1957-1958)
- Steve Canyon – serie TV, episodio 1x09 (1958)
- I racconti del West (Zane Grey Theater) – serie TV, 2 episodi (1957-1958)
- Zorro – serie TV, 4 episodi (1958-1959)
- Carovane verso il West (Wagon Train) – serie TV, 1 episodio (1959)
- Lo sceriffo indiano (Law of the Plainsman) – serie TV, episodio 1x29 (1960)
- Gli intoccabili (The Untouchables) – serie TV, 1 episodio (1960)
- Thriller – serie TV, episodio 1x07 (1960)
- Scacco matto (Checkmate) – serie TV, episodio 1x12 (1960)
- Ricercato vivo o morto (Wanted: Dead or Alive) – serie TV, episodi 3x13-3x19 (1960-1961)
- Hong Kong – serie TV, episodio 1x22 (1961)
- Monte Carlo – film TV (1961)
- Bus Stop – serie TV, 26 episodi (1961-1962)
- Corruptors (Target: The Corruptors) – serie TV, episodi 1x32-1x33 (1962)
- Kraft Mystery Theater – serie TV, 2 episodi (1961-1962)
- The Rifleman – serie TV, 6 episodi (1959-1963)
- Il virginiano (The Virginian) – serie TV, episodio 1x27 (1963)
- Il dottor Kildare (Dr. Kildare) – serie TV, 1 episodio (1963)
- Redigo – serie TV, 1 episodio (1963)
- Undicesima ora (The Eleventh Hour) – serie TV, 1 episodio (1964)
- The Lieutenant – serie TV, 4 episodi (1963-1964)
- Combat! – serie TV, 1 episodio (1964)
- L'ora di Hitchcock (The Alfred Hitchcock Hour) – serie TV, 1 episodio (1964)
- Karen – serie TV, 1 episodio (1964)
- Slattery's People – serie TV, 1 episodio (1965)
- The Crisis – serie TV, 1 episodio (1965)
- Death Valley Days – serie TV, 1 episodio (1965)
- Perry Mason – serie TV, 26 episodi (1964-1966)
- Organizzazione U.N.C.L.E. (The Man from U.N.C.L.E.) – serie TV, 2 episodi (1964-1966)
- Le spie (I Spy) – serie TV, episodio 2x14 (1966)
- Twelve O'Clock High – serie TV, 4 episodi (1966)
- Il ladro (T.H.E. Cat) – serie TV, 1 episodio (1967)
- I giorni di Bryan (Run for Your Life) – serie TV, episodio 2x19 (1967)
- Il Calabrone Verde (The Green Hornet) – serie TV, 1 episodio (1967)
- Missione impossibile (Mission: Impossible) – serie TV, 1 episodio (1967)
- Il fuggiasco (The Fugitive) – serie TV, 6 episodi (1964-1967)
- Ghostbreakers – film TV (1967)
- Cimarron Strip – serie TV, episodio 1x02 (1967)
- Gli invasori (The Invaders) – serie TV, 1 episodio (1967)
- Bonanza – serie TV, 1 episodio (1967)
- Selvaggio west (The Wild Wild West) – serie TV, episodio 3x17 (1968)
- Mannix – serie TV, 1 episodio (1968)
- Squadra speciale anticrimine (Felony Squad) – serie TV, 4 episodi (1966-1969)
- Al banco della difesa (Judd for the Defense) – serie TV, 2 episodi (1967-1969)
- La grande vallata (The Big Valley) – serie TV, 5 episodi (1966-1969)
- Daniel Boone – serie TV, 1 episodio (1969)
- Tony e il professore (My Friend Tony) – serie TV, 3 episodi (1969)
- La terra dei giganti (Land of the Giants) – serie TV, 1 episodio (1969)
- Mod Squad, i ragazzi di Greer (The Mod Squad) – serie TV, 1 episodio (1969)
- Bracken's World – serie TV, 1 episodio (1969)
- Formula per un delitto (Along Came a Spider) – film TV (1970)
- Una famiglia in guerra (Menace on the Mountain) – film TV (1970)
- Disneyland – serie TV, 2 episodi (1970)
- Dan August – serie TV, 26 episodi (1970-1971)
- Due onesti fuorilegge (Alias Smith and Jones) – serie TV, 1 episodio (1971)
- O'Hara, U.S. Treasury – serie TV, 1 episodio (1971)
- Colombo (Columbo) – serie TV, episodio 1x05 (1971)
- Dead Men Tell No Tales – film TV (1971)
- The Astronaut – film TV (1972)
- Longstreet – serie TV, 1 episodio (1972)
- The Longest Night – film TV (1972)
- Say Goodbye, Maggie Cole – film TV (1972)
- I nuovi medici (The Bold Ones: The New Doctors) – serie TV, 1 episodio (1972)
- Hawaii Squadra Cinque Zero (Hawaii Five-O) – serie TV, 1 episodio (1973)
- Delphi Bureau (The Delphi Bureau) – serie TV, 1 episodio (1973)
- Lo strangolatore della notte (The Night Strangler) – film TV (1973)
- Le strade di San Francisco (The Streets of San Francisco) – serie TV, 1 episodio (1973)
- Jigsaw – serie TV, 1 episodio (1973)
- Jarrett – film TV (1973)
- Partners in Crime – film TV (1973)
- F.B.I. (The F.B.I.) – serie TV, 7 episodi (1966-1973)
- The New Adventures of Perry Mason – serie TV, 1 episodio (1973)
- L'uomo da sei milioni di dollari - Vino, donne e guerra (The Six Million Dollar Man: Wine, Women and War), regia di Russ Mayberry – film TV (1973)
- Cannon – serie TV, 2 episodi (1971-1973)
- L'uomo da sei milioni di dollari - Complotto internazionale (The Six Million Dollar Man: The Solid Gold Kidnapping), regia di Russ Mayberry – film TV (1973)
- Barnaby Jones – serie TV, 1 episodio (1973)
- Difesa a oltranza (Owen Marshall, Counselor at Law) – serie TV, 1 episodio (1974)
- The Fisher Family – serie TV, 1 episodio (1974)
- Gunsmoke – serie TV, 4 episodi (1964-1974)
- Ironside – serie TV, 5 episodi (1967-1975)
- L'uomo da sei milioni di dollari (The Six Million Dollar Man) – serie TV, 99 episodi (1974-1978)
- La donna bionica (The Bionic Woman) – serie TV, 58 episodi (1976-1978)
- Pearl – miniserie TV (1978)
- The Immigrants – film TV (1978)
- Il transatlantico della paura (The French Atlantic Affair) – miniserie TV (1979)
- Love Boat (The Love Boat) – serie TV, 1 episodio (1979)
- Murder by Natural Causes – film TV (1979)
- Dan August – film TV, 4 episodi (1980)
- Condominium – miniserie TV (1980)
- Lobo – serie TV, 1 episodio (1980)
- Charlie's Angels – serie TV, episodio 5x06 (1981)
- Nero Wolfe – serie TV, 1 episodio (1981)
- La camera oscura (Darkroom) – serie TV, 1 episodio (1981)
- Supercar (Knight Rider) – serie TV, 2 episodi (1982)
- L'uomo di Singapore (Bring 'Em Back Alive) – serie TV, 1 episodio (1983)
- I ragazzi del computer (Whiz Kids) – serie TV, 1 episodio (1983)
- Professione pericolo (The Fall Guy) – serie TV, 1 episodio (1983)
- Automan – serie TV, 1 episodio (1984)
- Fantasilandia (Fantasy Island) – serie TV, 3 episodi (1981-1984)
- Matt Houston – serie TV, 2 episodi (1983-1985)
- Cover Up – serie TV, 13 episodi (1984-1985)
- Kane & Abel – miniserie TV (1985)
- Il ritorno di Perry Mason (Perry Mason Returns) – film TV (1985)
- A-Team (The A-Team) – serie TV, 1 episodio (1985)
- Hardcastle & McCormick (Hardcastle and McCormick) – serie TV, 1 episodio (1986)
- Hoover vs. the Kennedys: The Second Civil War – serie TV, 2 episodi (1987)
- Simon & Simon – serie TV, 3 episodi (1983-1987)
- The Stepford Children – film TV (1987)
- Dynasty – serie TV, 9 episodi (1986-1987)
- Il ritorno dell'uomo da sei milioni di dollari (The Return of the Six-Million-Dollar Man and the Bionic Woman) – film TV (1987)
- Stranger on My Land – film TV (1988)
- Danger Bay – serie TV, 1 episodio (1988)
- Alfred Hitchcock presenta (Alfred Hitchcock Presents) – serie TV, 1 episodio (1988)
- Scontro bionico (Bionic Showdown: The Six Million Dollar Man and the Bionic Woman) – film TV (1989)
- La signora in giallo (Murder, She Wrote) – serie TV, episodi 5x21-5x22 (1989)
- Lucky/Chances (Lucky Chances) – miniserie TV (1990)
- Il ritorno della donna bionica (Bionic Ever After?) – film TV (1994)
- In the Lake of the Woods – film TV (1996)
- Kung Fu - La leggenda continua (Kung Fu: The Legend Continues) – serie TV, 83 episodi (1993-1997)

## Doppiatori italiani
Nelle versioni in italiano dei suoi film, Richard Anderson è stato doppiato da:
- Pino Locchi in Scaramouche, L'assedio delle sette frecce, Tutti in coperta, Omertà
- Emilio Cigoli ne La lunga estate calda, Frenesia del delitto, La nave più scassata... dell'esercito
- Germano Longo ne L'uomo da sei milioni di dollari, La donna bionica, Il ritorno dell'uomo da sei milioni di dollari
- Michele Kalamera ne Il ritorno della donna bionica, La signora in giallo
- Nino Dal Fabbro ne Il pianeta proibito
- Giuseppe Rinaldi in Orizzonti di gloria
- Glauco Onorato in Duello alla pistola
- Gianfranco Bellini in Operazione diabolica
- Rino Bolognesi in Love Boat
- Nino Prester in Zorro
- Gianni Marzocchi in Dynasty